# Kwanzafrankolin
Kwanzafrankolin (Scleroptila finschi) är en fågel i familjen fasanfåglar inom ordningen hönsfåglar.

## Utseende och läte
Kwanzadfrankolinen är en medelstor frankolin med mestadels grå kropp, rostrött huvud och vit strupe. Den liknar något rödvingad frankolin, men är mer färglös och saknar denna arts kraftigt markerade ansikte och tydligt strimmiga bröst. Lätet är ett "chur-it-cheer" som avges i duett samt en upprepad enkel ton.

## Utbredning och systematik
Kwanzafrankolinen förekommer fläckvis i Kongo, sydvästra Demokratiska republiken Kongo och centrala Angola. Den behandlas som monotypisk, det vill säga att den inte delas in i några underarter.

### Släktestillhörighet
Tidigare placerades den i släktet Francolinus, men flera genetiska studier visar att Francolinus är starkt parafyletiskt, där vissa av arterna står närmare helt andra släkten i familjen.

## Levnadssätt
Kwanzafrankolinen hittas lokalt i gräsrika miljöer som savann, bergsbelägna gräsmarker och i öppen skog. Den ses på marken, vanligen i par eller smågrupper.

## Status och hot
Arten har ett stort utbredningsområde, men tros minska i antal, dock inte tillräckligt kraftigt för att den ska betraktas som hotad. Internationella naturvårdsunionen IUCN listar arten som livskraftig (LC).

## Namn
Fågelns vetenskapliga artnamn hedrar den tyske zoologen Otto Finsch (1839-1917). Fram tills nyligen kallades den även finschfrankolin på svenska, men justerades 2022 till ett mer informativt namn av BirdLife Sveriges taxonomikommitté.

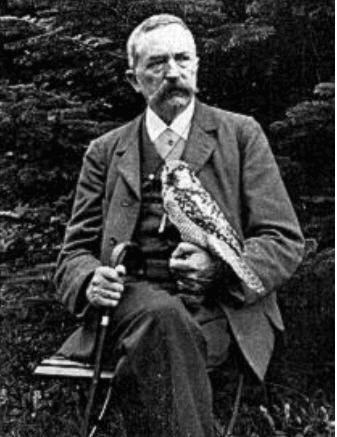
Zoologen Otto Finsch som gett namn åt fågeln.